# Bompensiere
Bompensiere is een gemeente in de Italiaanse provincie Caltanissetta (regio Sicilië) en telt 658 inwoners (31-12-2004). De oppervlakte bedraagt 19,7 km², de bevolkingsdichtheid is 33 inwoners per km².

## Demografie
Bompensiere telt ongeveer 274 huishoudens. Het aantal inwoners daalde in de periode 1991-2001 met 6,2% volgens cijfers uit de tienjaarlijkse volkstellingen van ISTAT.
| Jaar | Inwoneraantal |
| ---- | ------------- |
| 1991 | 722           |
| 2001 | 677           |

## Geografie
De gemeente ligt op ongeveer 283 m boven zeeniveau.
Bompensiere grenst aan de volgende gemeenten: Milena, Montedoro, Mussomeli, Racalmuto (AG), Sutera.
Acquaviva Platani · Bompensiere · Butera · Caltanissetta · Campofranco · Delia · Gela · Marianopoli · Mazzarino · Milena · Montedoro · Mussomeli · Niscemi · Resuttano · Riesi · San Cataldo · Santa Caterina Villarmosa · Serradifalco · Sommatino · Sutera · Vallelunga Pratameno · Villalba
1. ↑  https://demo.istat.it/?l=it.